# José Grases Riera
José Grases Riera  (Barcelona, 25 de abril de 1850-Madrid, 12 de febrero de 1919) fue un arquitecto español que dejó una profunda impronta en la arquitectura madrileña con edificios y monumentos que hoy son parte del patrimonio icónico de la ciudad de Madrid.
Se casó con Inés Díaz Ventura y fue enterrado en el cementerio de la Almudena.

## Biografía

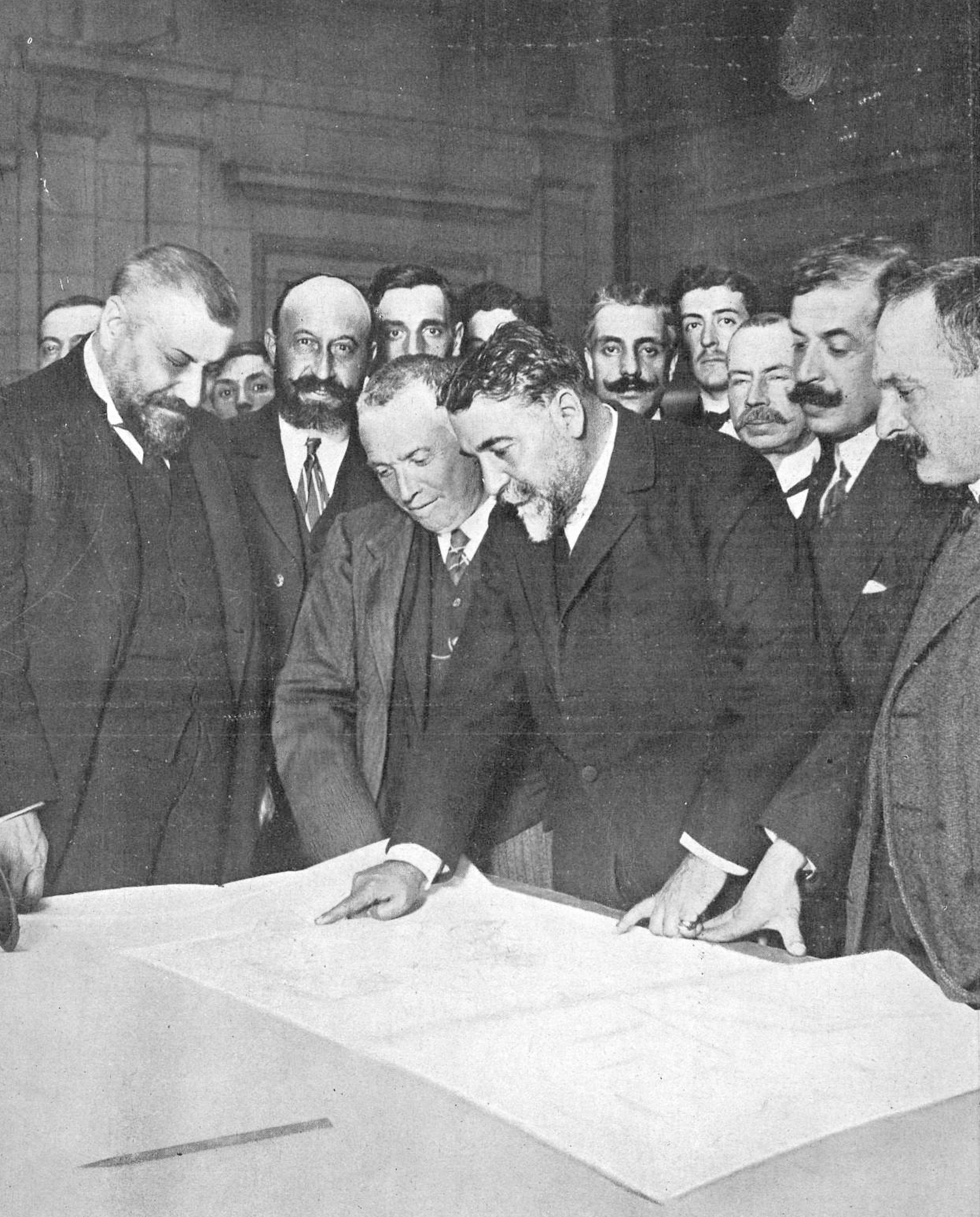
La urbanización del extrarradio de Madrid. Presentación y explicación a los concejales del proyecto del que es autor el arquitecto municipal José Grases (mayo de 1910)

Se formó en la Escuela Superior de Arquitectura de Madrid (1871-1874) y en la Escuela Provincial de Arquitectura de Barcelona (1874-1877), donde obtuvo el título en 1878.
Poco tiempo después se trasladó a Madrid e inició su trayectoria profesional con algunas obras de estilo ecléctico, como el palacio de la Equitativa de la calle de Alcalá, 14 (1882-1891); el edificio de viviendas de la plaza de la Independencia esquina a la calle Serrano (1889-1892), y el edificio del «New Club» en la calle de Cedaceros (1899-1901). Incluso se sensibilizó con la corriente regeneracionista que buscaba en los estilos históricos la creación de una arquitectura española, con el empleo de elementos tardobarrocos en la construcción del Teatro Lírico de la calle del Marqués de la Ensenada (1901-1902), que luego de un pavoroso incendio fue acondicionado para el Liceo Francés, siendo actualmente sede del Consejo General del Poder Judicial.
Ganador de diversos galardones en las exposiciones nacionales de 1881 y 1887, también se preocupó por los problemas urbanísticos de la ciudad, como se demuestra en su Proyecto de Gran Vía Norte-Sur (1901) con el que pretendía dar fluidez a la circulación y conectar adecuadamente los extrarradios. Su idea sería retomada por Núñez Granés en su Proyecto para la prolongación del Paseo de la Castellana (1916-1917), y por Secundino Zuazo y Hermann Jansen en su «Anteproyecto del trazado viario y urbanización de Madrid» (1930).

## Obra

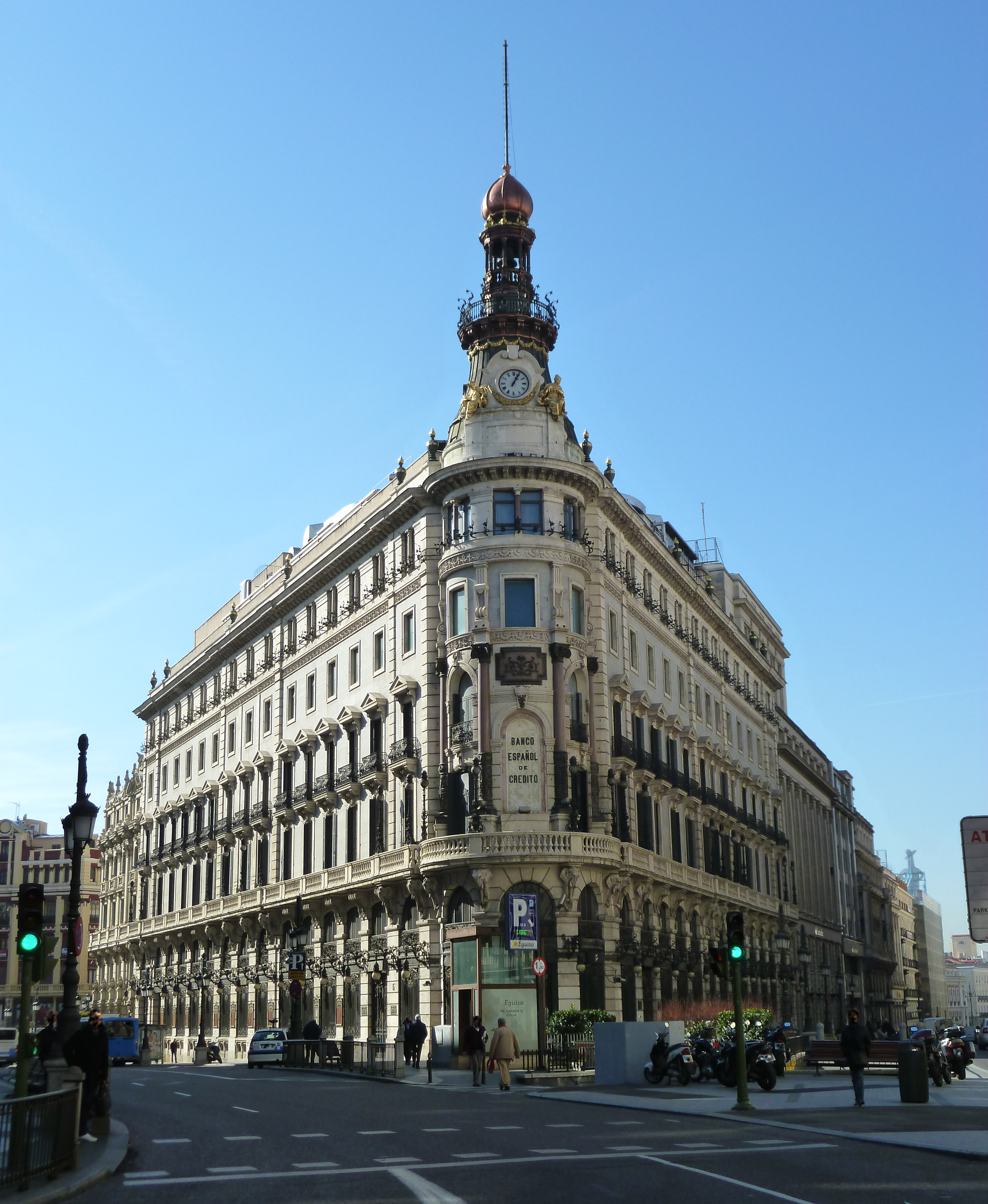
Palacio de la Equitativa

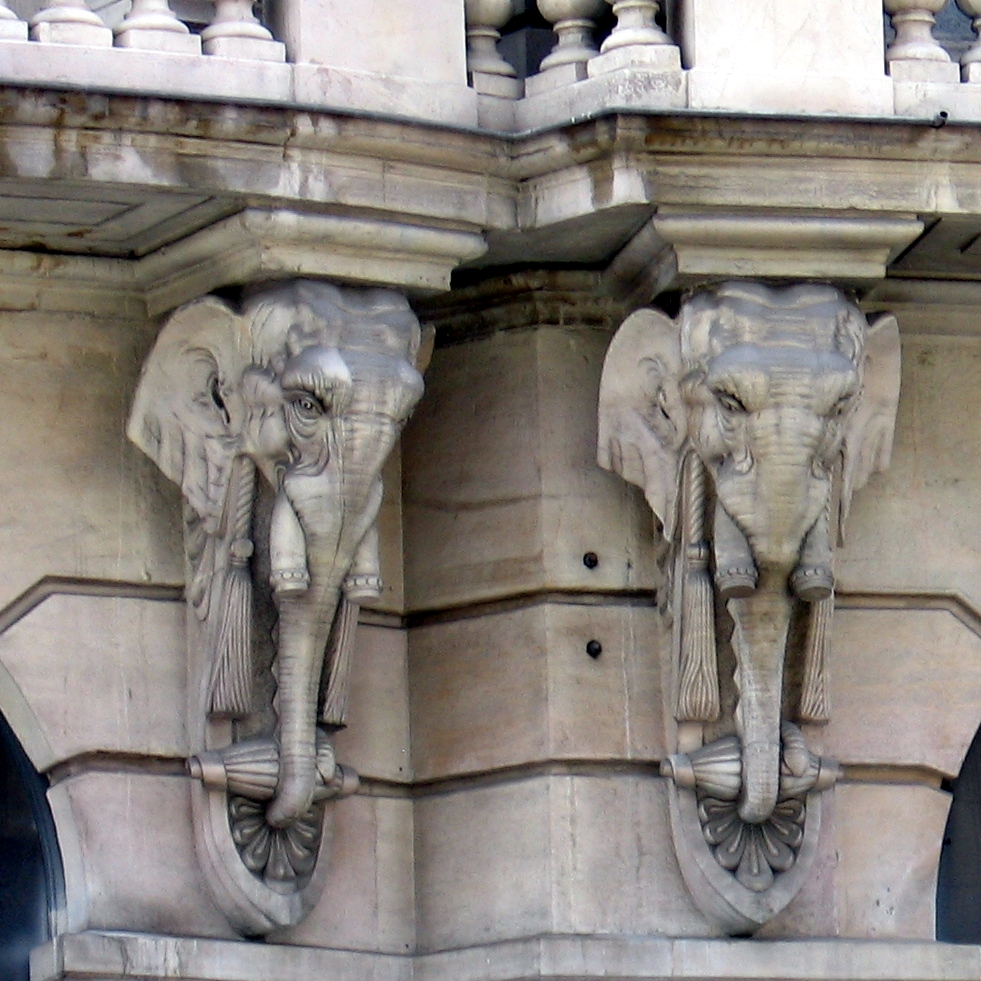
Ménsulas con forma de cabeza de elefante en el palacio de la Equitativa

### Palacio de la Equitativa
En 1887 se convocó un concurso arquitectónico para construir la sede de la Compañía de Seguros La Equitativa en un lugar estratégico del centro de Madrid: en el número 3 de la calle de Sevilla, justo en el arranque de la calle de Alcalá, una de las vías más representativas de la ciudad. José Grases Riera resultó ganador del concurso, lo que supuso un hito en su carrera profesional. Este encargo marcó su entrada con fuerza en el panorama arquitectónico madrileño y elevó su nombre a un nuevo nivel dentro del círculo de arquitectos importantes de la capital.
El palacio de la Equitativa se concibió como una construcción representativa del poder económico y prestigio de la compañía. Tiene un estilo ecléctico con influencias historicistas, algo muy característico de la arquitectura institucional de finales del siglo XIX. Su diseño mezcla elementos clásicos y barrocos con un sentido de monumentalidad sobria. Desde 2020 alberga el Four Seasons Hotel Madrid, uno de los más lujosos de Madrid.
Tanto este edificio como el antiguo Teatro Lírico, también obra de Grases, comparten un elemento decorativo singular: en las ménsulas de sus fachadas se pueden ver cabezas de elefantes, casi idénticas en ambos edificios. Este tipo de detalle demuestra la atención de Grases al ornamento, representando un rasgo distintivo que revela la continuidad estilística de su obra.

### Palacio Longoria
El recurso a los elementos barrocos, junto al rococó, volverán a estar presentes en su obra más singular, el palacio Longoria de la calle de Fernando VI (1902-1903), uno de los pocos edificios que se hicieron en Madrid con extraordinarias trazas modernistas, lo que lo hace parecer más propio de Barcelona que de Madrid. De hecho, algunos expertos han señalado la influencia de Antoni Gaudí en su diseño, aunque el edificio fue construido entre 1902 y 1904, es decir, antes que dos de las obras más emblemáticas de Gaudí en Barcelona: la Casa Batlló (1904-1906) y Casa Milà (1906-1912). Se considera que su apariencia no refleja el estilo habitual de Grases, sino que responde al gusto de su cliente, el financiero Javier González Longoria, quien lo mandó construir para albergar oficinas y su residencia, con abundantes elementos decorativos, formas vegetales y líneas orgánicas.

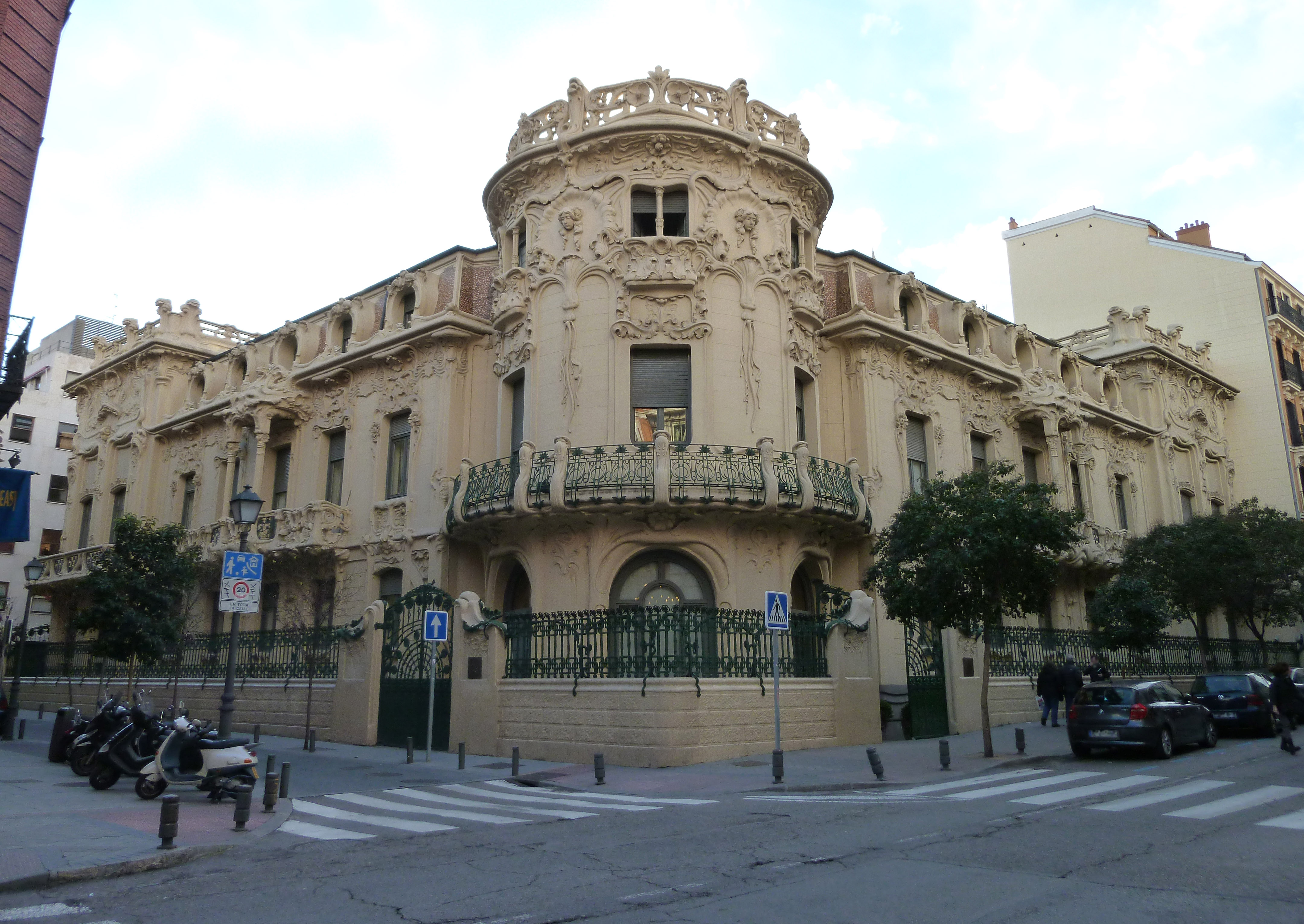
Palacio Longoria, construido en 1903

Este palacio, la Casa de Pérez Villaamil de Eduardo Reynals y unos pocos ejemplos más constituyen todo el modernismo practicado en Madrid a comienzos del siglo XX. Un modernismo madrileño que según los expertos estaba agotado y carecía de investigación y clientela.

### Monumentos

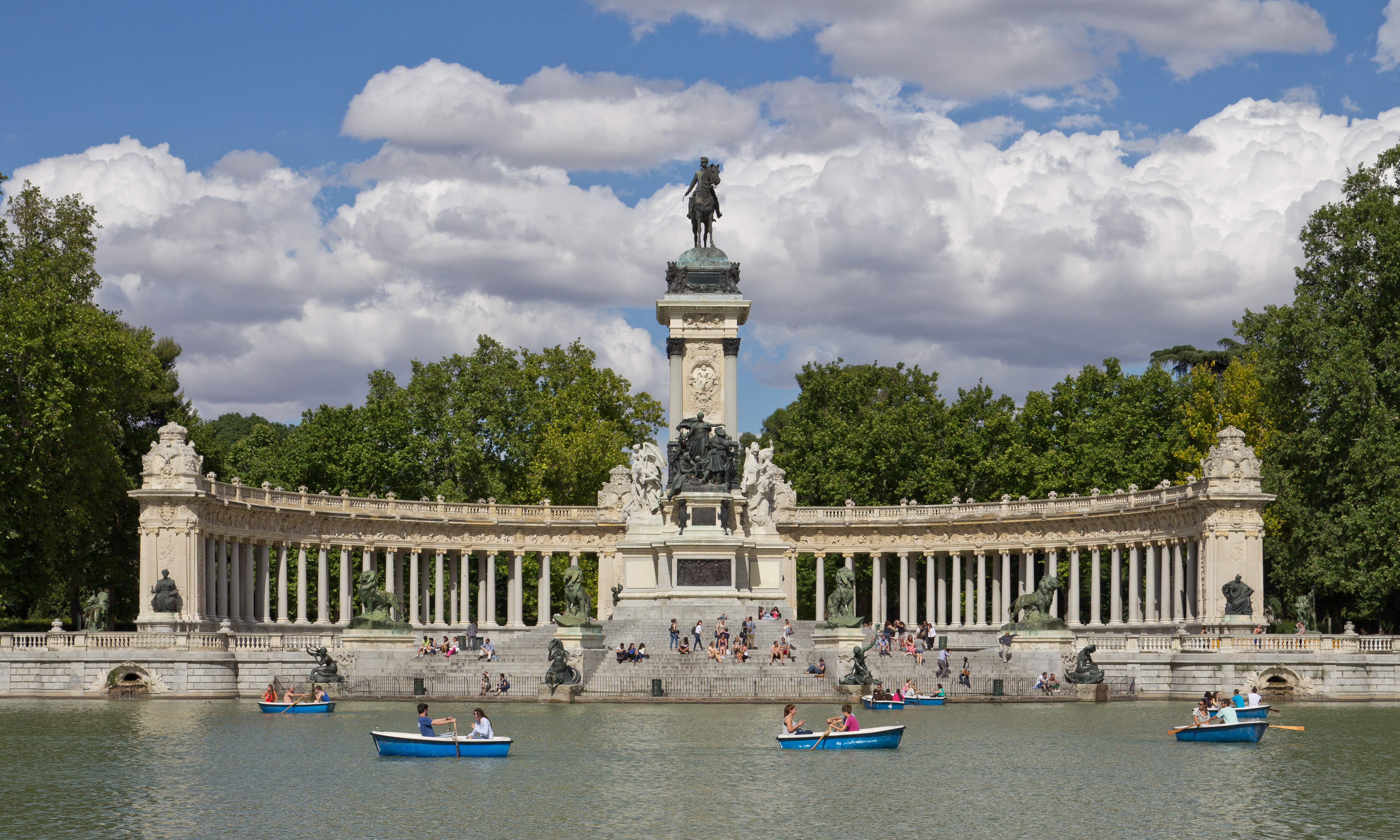
Monumento a Alfonso XII

Otra de las facetas de Grases Riera fue la proyección de mausoleos y grandes monumentos como el dedicado a Cánovas del Castillo en la plaza de la Marina Española (1901), el monumento a Alfonso XII en el parque del Retiro (1902-1922), concluido después de su muerte, o el mausoleo de la familia De Cuadrado y Arcos en la Sacramental de San Isidro (1890) y la sepultura de Federico Chueca en la Sacramental de San Justo (1908).